# Кол-Бо
«Кол-Бо» — еврейское ритуальное сочинение из 115 отделов с последующими извлечениями из средневековых религиозно-нравственных сочинений и большими отрывками из других ритуальных трудов, главным образом, из сочинений рабби Переца из Корбейля (ум. ок. 1300 года). Охватывает весь цикл религиозной и ритуальной жизни еврея; начинается с законов о богослужении и праздниках и переходит к тем областям, которые составляют содержание 2-го, 3-го и отчасти 4-го томов кодекса «Турим».

## Название
Своё название «Кол-Бо» («всё в нём») сочинение получило из-за того, что в первом издании первые два слова (כל בו) двух стихов из Псалмов (Пс. 24:10; Синодальный перевод «Все пути Господни…»; и Пс. 27:7; «Господь — крепость моя и щит мой…»), которыми оно начинается, напечатаны большими буквами.
В «Шулхан арух», известном собрании респонсов р. Иосефа Каро, «Кол-Бо» цитируется под заглавием «ס׳ הליקוטים».

## Авторство
Автор «Кол-Бо» не известен. О том, кто был составителем книги-компиляции «Кол-Бо» существуют самые разные мнения.

## Аналогичное сочинение «Орхот Хаим»
Азулай первым обратил внимание на указания р. Иосефа Каро на взаимную связь «Кол-Бо» с аналогичным сочинением «Орхот Хаим» р. Аарона бен-Якова из Нарбонны: содержание обоих сочинений идёт совершенно параллельно. Хотя порядок отделов в сочинениях не совпадает, но «Кол-Бо» содержит всё то, что имеется в «Орхот Хаим». Бенякоб полагал, что «Кол-Бо» — это первоначальная версия «Орхот Хаим», и что автор, изгнанный в 1306 году из Франции, ещё на родине составил свое сочинение в краткой форме, «Кол-Бо», и лишь позже, в 1329 году, в Майорке, где он впоследствии жил, обработал свое сочинение в более подробном виде, представленном в «Орхот Хаим».
К мнению Бенякоба присоединился также С. Д. Луццатто. Однако большинство учёных полагало наоборот, что «Кол-Бо» представляло собой извлечение из «Орхот Хаим». Некоторые считали составителем «Кол-Бо» Шемарью бен-Симха, который, желая приспособить «Орхот Хаим» для немецких евреев, сократил его, исключив всё то, что казалось ему для этой цели лишним (а именно: обычаи французских и испанских евреев, переводы трудных слов на французский язык и т. д.). Этого мнения придерживался, между прочим, и Леопольд Цунц.

## Издание
- «Кол-Бо» был впервые напечатан красивым квадратным шрифтом (без указания года и месяца), предположительно, в Неаполе в 1490 году[1].
- 2-е издание Rimini (без указания года).
- Третье, датированное издание: Константинополь, 1520 и Венеция, 1547—1567.

Более поздние издания в значительной степени искажены цензурой.